# Актуарная деятельность
Актуарная деятельность — деятельность актуария по анализу и количественной, финансовой оценке рисков и (или) обусловленных наличием рисков финансовых обязательств, а также разработке и оценке эффективности методов управления финансовыми рисками.
Основная цель актуарной деятельности — оценка платежеспособности. Становление актуарной деятельности относя к XVIII веку. Полноценное становление актуарной науки в России произошло в конце XIX века.
Ввиду нетривиальности и длительной истории развития регулирование этого вида деятельности разделилось на несколько моделей:
- модель ответственного актуария;
- двухактурная модель;
- иные модели.